# اللواء 127 مشاة (اليمن)
اللواء 312 مدرع هو لواء مدرع يمني تشكل في 15 فبراير 2000 تابع لسلاح الفرقة الأولى مدرع .